# 祥伝社
株式会社祥伝社（しょうでんしゃ）は、日本の総合出版社。一ツ橋グループに属する。
文芸新書「ノン・ノベル」、ノンフィクション文庫「黄金文庫」、祥伝社新書などの書籍のほか、小説誌『小説NON』を出版。雑誌部門では、月刊女性漫画雑誌『FEEL YOUNG』を刊行。かつては女子中高生向けファッション雑誌『Zipper』、大人になったZipper読者を対象とした主婦向けライフ・ファッション雑誌『nina's』などを出版していた。2011年5月に本社を移転した。

## 歴史
1970年11月5日、阿佐ヶ谷にて創業。創業者は小学館出身の佐々部承象、光文社出身の黒崎勇、伊賀弘三良、櫻井秀勲、藤岡俊夫ら5人。
「ノン・ブック」と呼ばれる新書サイズのシリーズでベストセラーを連発。1973年、「ノン・ノベル」シリーズを刊行。新書ブームの一角を担った。1985年、「ノン・ポシェット」文庫シリーズ刊行。2000年、「祥伝社黄金文庫」を刊行。2005年、「祥伝社新書」を刊行。
1971年創刊の女性雑誌『微笑』は、女性向けの性の記事に初めて本格的に取り組んだことで知られる（1996年休刊）。
1986年、ストリートファッションを扱うファッション誌の草分け『BOON』を創刊（2008年休刊）。1989年『FEEL YOUNG』を創刊、同誌の単行本レーベル「フィールコミックス」も刊行。1993年創刊の『Zipper』は女子中高生のファッション誌として支持された（2017年休刊）。2004年『からだにいいこと』を創刊（2020年8月休刊  同年12月 株式会社からだにいいことより復刊）。

## 刊行中の雑誌
- 小説NON（毎月22日発売）
- FEEL YOUNG（毎月8日発売）
- onBLUE - コミックアンソロジー。2010年（平成22年）12月10日、創刊号発行。

### 休廃刊
- 微笑（びしょう） - 女性雑誌。1971年（昭和46年）5月22日、創刊号発行[4]。
- 新鮮（しんせん） - 女性雑誌。『微笑』の姉妹誌。
- FEEL（フィール）
- Feel Love（フィールラブ）- 恋愛小説誌　※ウェブマガジンコフレに移行。
- Zipper（ジッパー）- 季刊、3・6・9・12月23日発売。
- Zipper comic（ジッパーコミック）
- ZOLA（ゾラ）
- melon（メロン）
- Boon（ブーン）
- 2001
- コミック・ノストラダムス
- マガジン・ノン
- nina's（偶数月7日発売）※2018年12月7日発売の1月号で紙媒体の刊行を休止[5]。
- からだにいいこと - 30代以上向けのライフスタイル&健康生活情報誌。毎月16日発売、2020年10月号（8月16日発売）まで刊行。同年12月発売号から発行・からだにいいこと、発売・世界文化社にて刊行。
- my goodies - ムック

## ウェブマガジン
- コフレ（毎月1日15日更新）
- FEEL web - WEBコミックマガジン
- mammemo - ママの「知りたい！」に応えるニュースサイト

## 書籍レーベル
- 祥伝社文庫
- 祥伝社黄金文庫
- ノン・ノベル
- 祥伝社新書

### 休廃刊
- ノン・ブック
- ノン・ポシェット

## 漫画単行本レーベル
- フィールコミックス
- フィールコミックスswing
- on BLUEコミックス
- ひめ恋セレクション（アイプロダクション発行）
- ボーイズDuOセレクション（アイプロダクション発行）

## 話題となった出版物
特記するものを除いて（ ）内は著者。

### 1970年代
- 英語・一日一言（岩田一男）
- 人間水域（松本清張）
- 般若心経入門（松原泰道）
- 戒老録（曽野綾子）
- スプーン一杯の幸せ（落合恵子）
- ノストラダムスの大予言（五島勉）
- 梅干と日本刀（樋口清之）
- 入江塾の秘密（入江伸）
- 「アダルト・ウルフガイ」シリーズ（平井和正）
- 「ウルフガイ」シリーズ（平井和正）
- 奇跡のゴルフ（梶山朔二）
- 宇宙人謎の遺産（五島勉）
- 奇跡の英単語（赤版・青版）（長崎玄弥）
- 奇跡の数学（入江伸）
- 「真創世記」三部作（高橋佳子）
- カルマの法則（五島勉）
- 80年代の読み方（堺屋太一）
- キミも医学部に行ける（入江伸）
- 歴史の読み方（渡部昇一）
- 捜査一課長（清水一行）

### 1980年代
- 飛鳥へ、そしてまだ見ぬ子へ（井村和清）
- やせたい人は食べなさい（鈴木その子）
- ユッコの贈り物 コスモスのように（鹿村由起子）
- 人間における勝負の研究（米長邦雄）
- 胎児は見ている（著 : トマス・バーニー / 訳 : 小林登）
- エントロピーの法則（著 : ジェレミー・リフキン / 訳 : 竹内均）
- 魔獣狩り（夢枕獏）
- ピーターパン・シンドローム（著:ダン・カイリー / 訳:小此木啓吾）
- 魔界行（菊地秀行）
- 臨時特急京都号殺人事件（西村京太郎）
- 自分を生かす相性殺す相性（細木数子）
- 大殺界の乗りきり方（細木数子）
- 極道渡世の素敵な面々（安部譲二）
- 終幕のない殺人（内田康夫）
- 黒豹キル・ガン（門田泰明）
- 黒豹ダブルダウン（門田泰明）
- 駕篭に乗る人担ぐ人（早坂茂三）
- アズ・ア・タックスペイヤー ―政治家よ、こちらに顔を向けなさい―（高市早苗）

### 1990年代
- スレーブ・トゥ・ラブ（森園みるく）
- 捨てる神に拾う神（早坂茂三）
- 女につける薬（ビートたけし）
- 小説日本通史 時の旅人（邦光史郎）
- 初めての手話の本（丸山浩路）
- 目を閉じて抱いて（内田春菊）
- 龍の契り（服部真澄）
- ハッピーマニア（安野モヨコ）
- TOKYO TRIBE2（井上三太）
- 愛でもくらえ（ビートたけし）
- いい人をやめると楽になる（曽野綾子）
- 君の絵じゃダメだね（仮題）（326）

### 2000年代
- ほどほどの効用（曽野綾子）
- Paradise Kiss（矢沢あい）
- 鯨の哭く海（内田康夫）
- LOVERS
- 「童謡の謎」シリーズ（合田道人）
- 「1日1分!」シリーズ（中村澄子）
- 預金封鎖（副島隆彦）
- 影踏み（横山秀夫）
- LOVE（古川日出男）
- 下山事件 最後の証言（柴田哲孝）
- 陽気なギャングが地球を回す（伊坂幸太郎）
- 炎と氷（新堂冬樹）
- 黒い太陽（新堂冬樹）
- モルヒネ（安達千夏）
- 高校生が感動した「論語」（佐久協）
- 「密命」シリーズ（佐伯泰英）
- 【新釈】走れメロス 他四篇（森見登美彦）
- 幕末 維新の暗号（加治将一）

## 文学賞受賞作品
- 蜩ノ記（葉室麟） 第146回直木賞
- ほかならぬ人へ（白石一文） 第142回直木賞
- LOVE（古川日出男） 第19回三島由紀夫賞
- 下山事件 最後の証言（柴田哲孝） 第59回日本推理作家協会賞
- ヘルタースケルター（岡崎京子） 2003年度文化庁メディア芸術祭マンガ部門優秀賞 第7回手塚治虫文化賞マンガ大賞
- 愚者の毒（宇佐美まこと）第70回日本推理作家協会賞

## 原作作品
- 死化粧師（三原ミツカズ） テレビ東京系ドラマ24
- サプリ（おかざき真里） フジテレビ系月9
- ハッピーマニア（安野モヨコ） フジテレビ系
- コンナオトナノオンナノコ（安彦麻理絵）
- 本日の猫事情（いわみちさくら）
- Strawberry shortcakes（魚喃キリコ） 映画名は「ストロベリーショートケイクス」
- Paradise Kiss（矢沢あい） フジテレビ系
- 天使・天使の巣（桜沢エリカ） 映画名は「天使」
- 陽気なギャングが地球を回す（伊坂幸太郎） 配給：松竹
- ふたたびの虹（柴田よしき） ドラマ名は「七色のおばんざい」
- 炎と氷（新堂冬樹）
- 黒い太陽（新堂冬樹） テレビ朝日系金曜ドラマ
- 再婚一直線!（安彦麻理絵） TBS系愛の劇場
- うさぎドロップ（宇仁田ゆみ） フジテレビ系ノイタミナ
- 吉祥寺の朝日奈くん（中田永一）
- ヘルタースケルター（岡崎京子）